# Ætt
Ætt (pronunciación IPA: ˈæːtː) (plural ættir) era el calificativo propio del ancestral clan familiar escandinavo (nórdico antiguo: ætt; islandés: aettur; noruego y danés: aet; sueco: ätt). Era un grupo social basado en descendientes en común o en la aceptación formal dentro del grupo en un þing. En ausencia de fuerzas políticas, el clan era la principal fuerza de seguridad en la sociedad nórdica, ya que los hombres eran obligados por honor a vengar el uno al otro. Los clanes nórdicos no estaban atados a un cierto territorio de la misma manera que los clanes escoceses, donde el jefe poseía el territorio. La tierra de los clanes escandinavos era poseída por los individuos que tenían vecinos cercanos de otros clanes. El nombre del clan era derivado del de su ancestro, frecuentemente seguido de los sufijos -ung o -ing. Según las sagas nórdicas los clanes se dividían en familias (sifja) que se componían de individuos genéticamente relacionados, y kindred (kinðr), que no necesariamente compartían vínculos de sangre y que a menudo se constituían de forma no permanente, ya que podían funcionar como congregación puntual.
A medida que se establecía un gobierno central en Escandinavia, el ætt perdió su relevancia para los plebeyos. Para la realeza y los nobles, sin embargo, quedó en uso como nombre para líneas y dinastías. 
Ejemplos de clanes:
- Waegmunding, en Beowulf.
- Ylfing o Wulfing en Beowulf y otras sagas nórdicas.
- Yngling (Casa de Munsö)
- Skjöldung
- Völsung
- Folkung
- Dagling
- Giskeätten
- Hårfagreætta
- Sturlungar

## Runas

Ætt de fehu en el futhark antiguo.

Ætt de hagall en el futhark antiguo.

Ætt de tiwaz en el futhark antiguo.

También se llamaba ætt a los subgrupos de runas consecutivas en los que se agrupaban estas letras dentro del alfabeto rúnico. En el alfabeto futhark antiguo que tenía 24 runas existían tres ættir, de 8 runas cada uno, que se nombraron con los nombres de los dioses Freyr, Odín y Tyr. En el futhark joven, que tenía 16 runas, también había tres ættir, con 6 runas el primero y 5 cada uno de los dos siguientes. En cuanto al futhorc, en su versión de 29 runas, había cuatro ættir, de ocho runas los tres primeros y cuatro el último, llamado el ætt de ác, y cinco en una época posterior.
Los ættir se nombraban por la runa que encabezaba el grupo. El futhark antiguo estaba compuesto por los ættir de fehu, haglaz y tiwaz. En el futhark, joven aunque los grupos eran más pequeños, estaban encabezados por las mismas letras que entonces se nombraban fe, hagall y tyr.